# Walch (Familienname)
Walch ist ein deutscher Familienname.

## Herkunft und Bedeutung
Walch ist ein Herkunftsname für Personen, die aus einem romanischsprachigen Gebiet stammen.

## Namensträger
- Albert Walch (1816–1882), deutscher Maler
- Albrecht Georg Walch (1736–1822), deutscher Pädagoge
- Andreas Walch (1530–1620), deutscher Jurist und Notar
- Anna Walch (1887–1966), deutsche Politikerin (CDU)
- Anna Barbara Walch-Künkelin (1651–1741), deutsche Anführerin der Schorndorfer Weiber
- Anton Joseph Walch (1712–1773), deutscher Maler
- Anton Walch (1879–1963), Schweizer Schauspieler
- Camille Walch (1870–1947), französischer General
- Christian Wilhelm Franz Walch (1726–1784), deutscher Theologe
- Christoph Daniel Walch der Jüngere (1781–1852), deutscher Kaufmann und Politiker
- Clemens Walch (* 1987), österreichischer Fußballspieler
- Dieter Walch (Politiker) (1940–2021), liechtensteinischer Kinderarzt und Politiker (FBP)
- Dieter Walch (Meteorologe) (* 1943), deutscher Meteorologe
- Elsbeth Walch (1921–2012), deutsche Schriftstellerin
- Emanuel Walch (1862–1897), österreichischer Maler
- Emil Walch (1902–1967), österreichischer Skirennläufer
- Erich Walch (1920–2008), deutscher Politiker
- Ernst Walch (* 1956), liechtensteinischer Politiker
- Ernst Julius Walch (1751–1825), deutscher evangelischer Geistlicher und Pädagoge
- Ewald Walch (1940–2023), österreichischer Rennrodler
- Eva Walch (* 1939), deutsche Übersetzerin und Dramaturgin
- Georg Walch (Kupferstecher) (1610/1612–1656), deutscher Kupferstecher, Kapellmeister und Komponist
- Georg Walch (Theologe) (1656–1722), deutscher Theologe und Geistlicher
- Georg Ludwig Walch (1785–1838), deutscher Klassischer Philologe
- Gisela Walch (* 1962), deutsche Bildhauerin
- Gudrun Schaich-Walch (* 1946), deutsche Politikerin (SPD), MdB
- Günter Walch (* 1933), deutscher Anglist
- Hans Walch (Maler) (um 1550–1593), deutscher Maler
- Hans Walch (Politiker) (1908–1981), deutscher Politiker (SPD), MdL Baden-Württemberg
- Hans-Joachim Walch (1927–1991), deutscher Grafiker, Holzstecher und Typograf
- Hans Philipp Walch (vor 1600–1658), deutscher Kupferstecher, Maler und Verleger
- Helmut Walch (* 1944), österreichischer Spieleentwickler und Buchautor
- Hermann Walch (1906–1945), deutscher SA-Führer und Mitglied am Volksgerichtshof
- Hynden Walch (* 1971), US-amerikanische Sängerin, Filmschauspielerin und Sprecherin
- Johann Walch (Verleger) (1757–1815), deutscher Maler, Zeichner, Kupferstecher, Kartograf und Verleger
- Johann Ernst Immanuel Walch (1725–1778), deutscher Theologe und Geologe
- Johann Georg Walch (1693–1775), deutscher Theologe
- Johann Heinrich Walch (1775–1855), deutscher Musiker, Komponist und Kapellmeister
- Johann Sebastian Walch (1787–1840), deutscher Maler, Graphiker und Verleger
- Johannes Walch (1760–1829), deutscher evangelischer Geistlicher und Pädagoge
- Josef Walch (1946–2022), deutscher Kunstdidaktiker und Hochschullehrer
- Karl Friedrich Walch (1734–1799), deutscher Rechtswissenschaftler
- Karl Wilhelm Walch (1776–1853), deutscher Rechtswissenschaftler
- Kilian Walch (* 1997), österreichischer Bobfahrer
- Leo Walch, österreichischer Moderator und Volksmusik-Redakteur
- Ludwig Walch (1895–1961), deutscher Politiker (SPD)
- Magnus Walch (* 1992), österreichischer Skirennläufer
- Martin Walch (* 1959), österreichischer Schauspieler und Drehbuchautor
- Maximilian Walch (Politiker) (* 1952), österreichischer Politiker (FPÖ/BZÖ)
- Maximilian Walch (Musikproduzent) (* 1994), österreichischer Multiinstrumentalist, Tonmeister und Musikproduzent
- Raul Walch (* 1980), deutscher bildender Künstler
- Roger Walch (* 1965), Schweizer Filmemacher und Publizist
- Sebastian Walch (Kupferstecher) (1721–1788), deutscher Kaufmann und Amateur-Kupferstecher und -Zeichner
- Sebastian Walch (Sprecher) (* 1968), deutscher Synchronsprecher und Moderator
- Siegfried Walch (* 1984), deutscher Politiker (CSU)
- Sylvester Walch (* 1950), deutscher Psychotherapeut
- Thomas Walch (1867–1943), österreichischer Maler
- Ursula Walch (* 1929), deutsche Gebrauchsgrafikerin und Illustratorin
- Wilhelm Walch (1912–1941), österreichisch-deutscher Skirennläufer
- Wilhelm Georg Walch (1903–1988), deutscher Politiker (NSDAP)
- Yannis Walch (* 1995), deutscher Eishockeyspieler